# Erling
Erling  è un nome proprio di persona danese, svedese e norvegese maschile.

## Origine e diffusione
Continua il nome norreno Erlingr, basato sul termine jarl, e significa "discendente del jarl". Il nome ha conosciuto una grande popolarità nel periodo precedente la seconda guerra mondiale.

## Onomastico
L'onomastico si festeggia il 1º novembre, festa di Ognissanti, poiché il nome è privo di santo patrono ed è quindi adespota.

## Persone

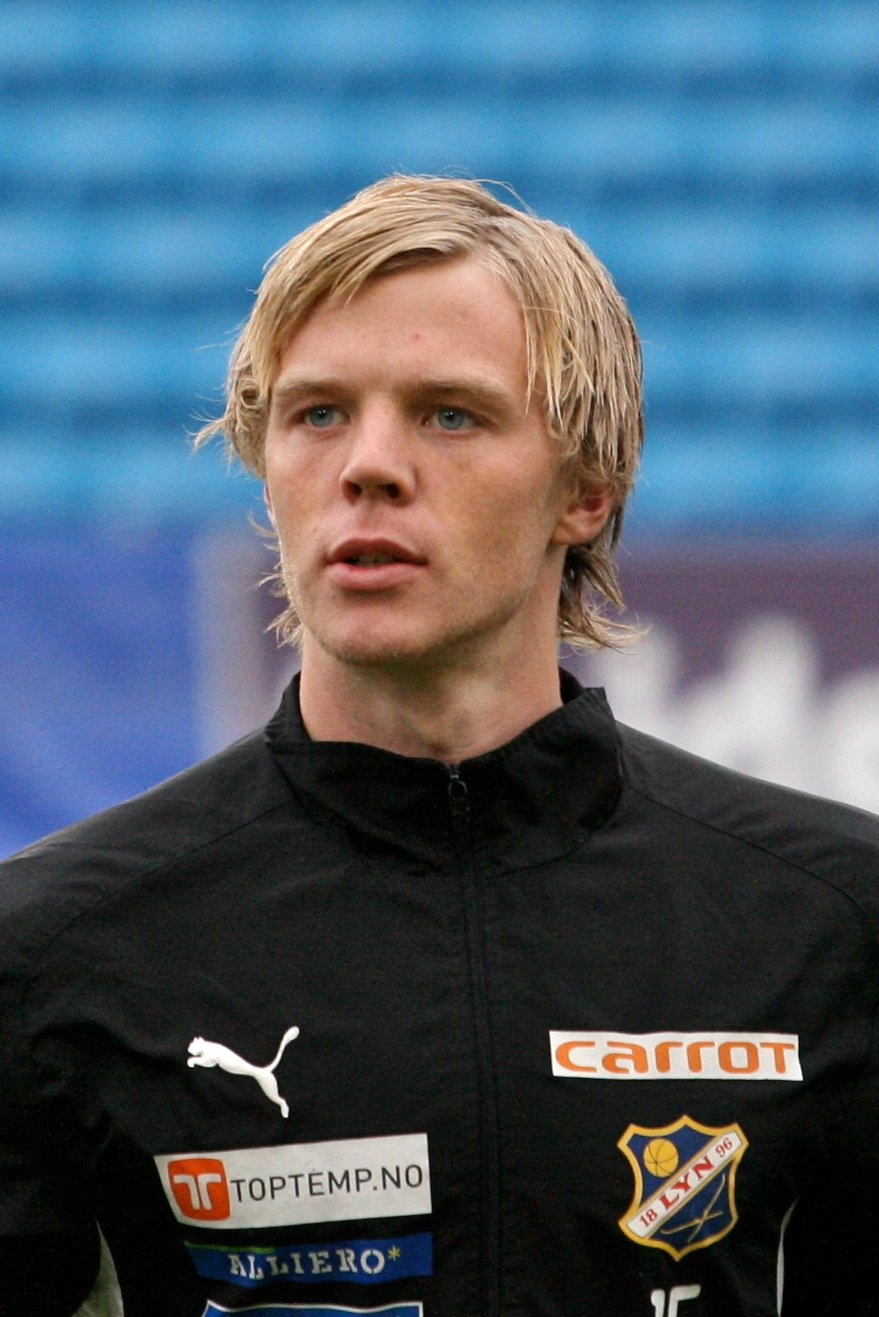
Erling Knudtzon

- Erling Andersen, calciatore norvegese
- Erling Gripp, calciatore norvegese
- Erling Gustavsen, calciatore norvegese
- Erling Haaland, calciatore norvegese
- Erling Hokstad, calciatore e allenatore di calcio norvegese
- Erling Jacobsen, calciatore faroese
- Erling Jevne, fondista norvegese
- Erling Knudtzon, calciatore norvegese
- Erling Lindberg, calciatore norvegese
- Erling Lunde, calciatore norvegese
- Erling Maartmann, calciatore norvegese
- Erling Meirik, calciatore norvegese
- Erling Næss, calciatore norvegese
- Erling Nielsen, calciatore danese
- Erling Skakke, conte norvegese
- Erling Skjalgsson, politico norvegese
- Erling Sørensen, calciatore e allenatore di calcio danese